# Посёлок Мясокомбината
Посёлок Мясокомбината — посёлок в Тотемском районе Вологодской области.
Входит в состав Пятовского сельского поселения, с точки зрения административно-территориального деления — в Пятовский сельсовет.
Расположен на левом берегу реки Сухона. Расстояние по автодороге до районного центра Тотьмы — 3 км, до центра муниципального образования деревни Пятовская — 4 км. Ближайшие населённые пункты — Княжая, Текстильщики, Усть-Еденьга, Черняково.
По переписи 2002 года население — 200 человек (107 мужчин, 93 женщины). Преобладающая национальность — русские (91 %).